# Atelectazie
Atelectazia, sau sindromul de condensare pulmonară retractilă, este o maladie, caracterizată de lipsa gazului din alveole, datorită colapsului alveolar sau a consolidării lichidului. Condensarea pulmonară retractilă reprezintă o modificare survenită la nivelul parenchimului pulmonar, în care se asociază două elemente:
- colaps al alveolelor pulmonare, ce devin aplatizate ca urmare a unui defect de ventilație în teritoriul respectiv (dar cu păstrarea perfuziei), prin obstrucția bronhiei corespunzătoare;
- existența unui fenomen de retracție: teritoriul pulmonar respectiv este diminuat ca volum și antrenează, într-un proces de retracție, și zonele vecine.

Atelectazia este adesea martorul unei leziuni bronșice obstructive și presupune control bronhoscopic. O atelectazie instalată rapid poate fi secundară unui corp străin intrabronșic, iar o atelectazie instalată progresiv poate fi un semn de tumoră bronșică (neoplasm) sau mediastinală, ori de tuberculoză.
Poate afecta o parte sau întreg plamanul. Este o afecțiune în care alveolele sunt dezumflate, distinctă de consolidarea pulmonară.
Cea mai comună cauză este postchirurgicală, caracterizată de restricționarea respirației după chirurgia abdominală. Fumătorii și vârstnicii sunt predispuși la acest risc. O altă cauză este lipsa de surfactant în timpul respirației determinând creșterea tensiunii de suprafață a alveolelor și colapsul lor.

## Simptomatologie
- Durere sau jenă toracică,
- rar, tuse;
- dispnee.